# Centrale thermique de Sourgout 2
 (avril 2017).
Si vous disposez d'ouvrages ou d'articles de référence ou si vous connaissez des sites web de qualité traitant du thème abordé ici, merci de compléter l'article en donnant les références utiles à sa vérifiabilité et en les liant à la section « Notes et références ».
La centrale thermique de Sourgout 2 est une centrale thermique dans le District autonome de Khantys-Mansis en Russie. C'est la plus importante centrale au fioul au monde.